# Tobias Prüwer
Tobias Prüwer (* 1977 in Erfurt) ist ein deutscher Journalist und Publizist.

## Leben
Prüwer studierte Philosophie sowie Mittlere und Neuere Geschichte an der Universität Leipzig und University of Aberdeen. Seit 2009 ist er als Theaterredakteur beim Stadtmagazin Kreuzer tätig, wo er zeitweise auch als Chefredakteur fungierte.
Neben seiner Arbeit beim Kreuzer schreibt Prüwer als freier Journalist für verschiedene Medien, darunter Der Freitag, Jungle World oder die Jüdische Allgemeine. Er ist außerdem neben seinen journalistischen Arbeiten als Fechtchoreograf tätig und hat an Produktionen von Terra X vom ZDF mitgearbeitet.

## Werke (Auswahl)
- 1525: Thomas Müntzer und die Revolution des gemeinen Mannes. Salier Verlag, Eisfeld 2025, ISBN 978-3-96285-073-9.
- Kritik der Mitte: Der Nabel der Welt. Parodos Verlag, Berlin 2024, ISBN 978-3-96024-060-0.
- Wörterbuch des besorgten Bürgers. Ventil Verlag, Mainz 2019, ISBN 978-3-95575-088-6.
- Welt aus Mauern: Eine Kulturgeschichte. Verlag Klaus Wagenbach, Berlin 2018, ISBN 978-3-8031-2796-9.
- A wie Asozial: So demontiert Hartz IV den Sozialstaat. Tectum Wissenschaftsverlag, Baden-Baden 2014, ISBN 978-3-8288-5700-1.